# Insulahypnus
Insulahypnus is een geslacht van kevers uit de familie  
kniptorren (Elateridae).
Het geslacht is voor het eerst wetenschappelijk beschreven in 1979 door Stibick.

## Soorten
Het geslacht omvat de volgende soorten:
- Insulahypnus kuscheli Stibick, 1980
- Insulahypnus lancea Stibick, 1980
- Insulahypnus longicornis (Sharp, 1877)
- Insulahypnus mayae Stibick, 1980
- Insulahypnus wisei Stibick, 1980